# Maksym Hrysio
Maksym Josypowycz Hrysio, ukr. Максим Йосипович Грисьо (ur. 14 maja 1996 we wsi Czyszki, w obwodzie lwowskim) – ukraiński piłkarz, grający na pozycji pomocnika.

## Kariera piłkarska

### Kariera klubowa
Wychowanek klubów Ruch Winniki, FK Lwów oraz Szkoły Sportowej Karpaty Lwów, barwy których bronił w juniorskich mistrzostwach Ukrainy (DJuFL). Karierę piłkarską rozpoczął 26 lipca 2016 w drużynie młodzieżowej lwowskich Karpat. 31 sierpnia 2017 został wypożyczony do Ruchu Winniki, w którym grał do 30 czerwca 2019 roku. 24 stycznia 2020 za obopólną zgodą kontrakt z lwowskim klubem został rozwiązany.

### Kariera reprezentacyjna
W 2016 występował w młodzieżowych reprezentacjach U-20 i U-21. W 2019 bronił barw studenckiej reprezentacji Ukrainy.